# Tabby
Pour les articles homonymes, voir Tabby  (homonymie).
Tabby désigne le patron d'une robe de chat. Les chats tabbies sont plus communément appelés chats tigrés, en rapport à l'animal du même nom.

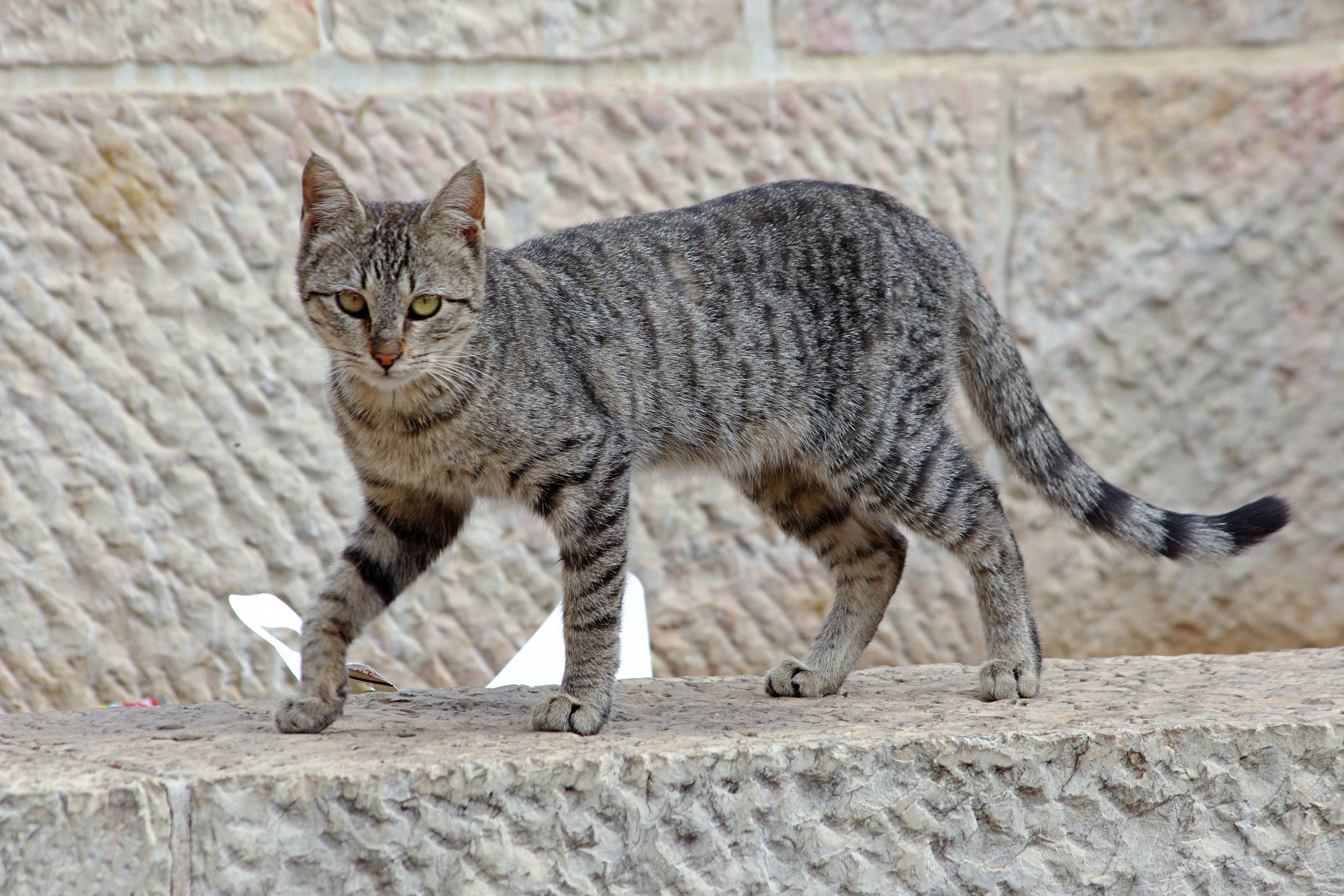
Chat à la robe tabby.

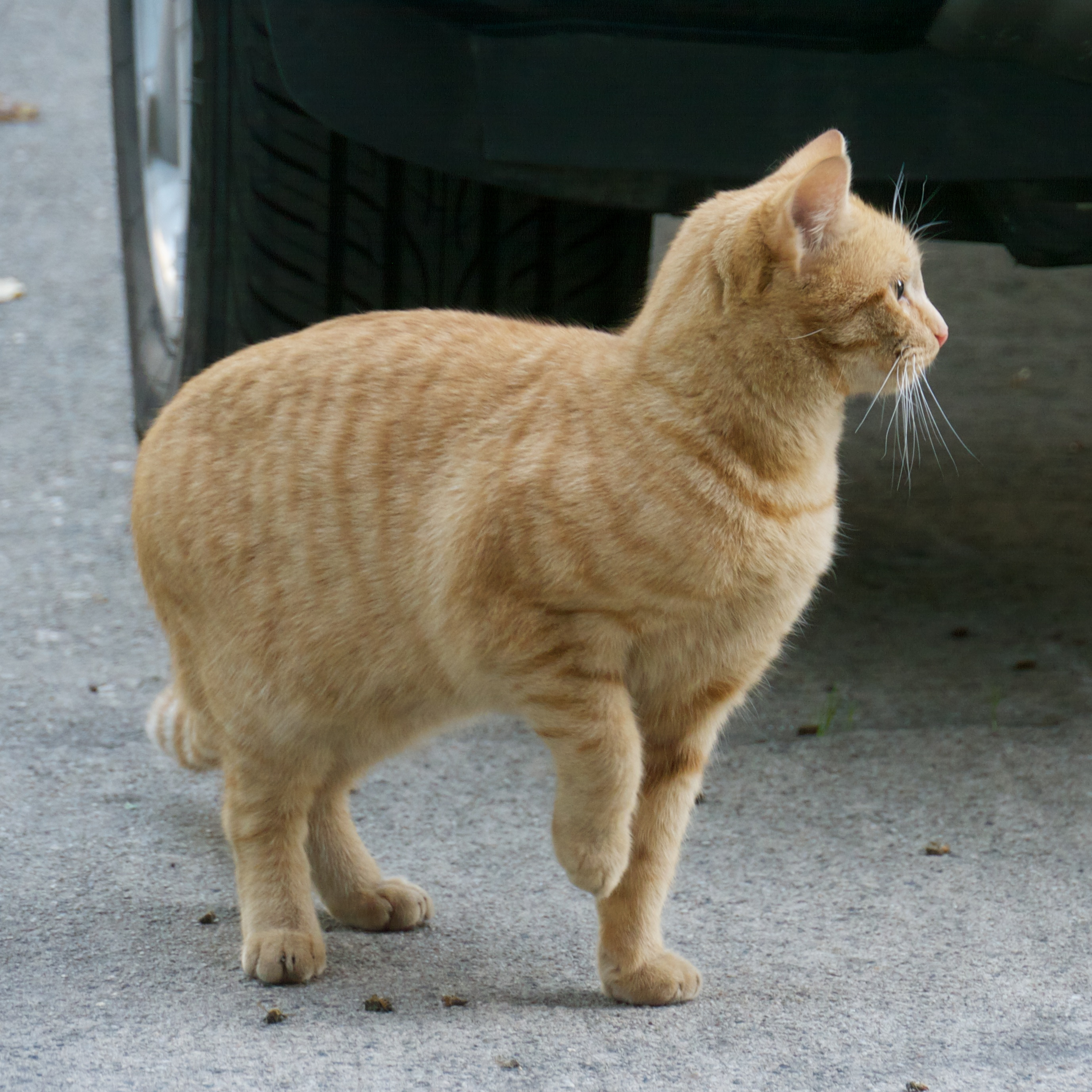
Chat à la robe tabby roux/red.

Ce patron est le plus proche de celui des chats sauvages et permet un camouflage idéal, c'est aussi le patron qu'on retrouve le plus fréquemment parmi les chats de gouttière et il est aussi présent chez de nombreuses races de chats.

## Description

### La robe et ses combinaisons

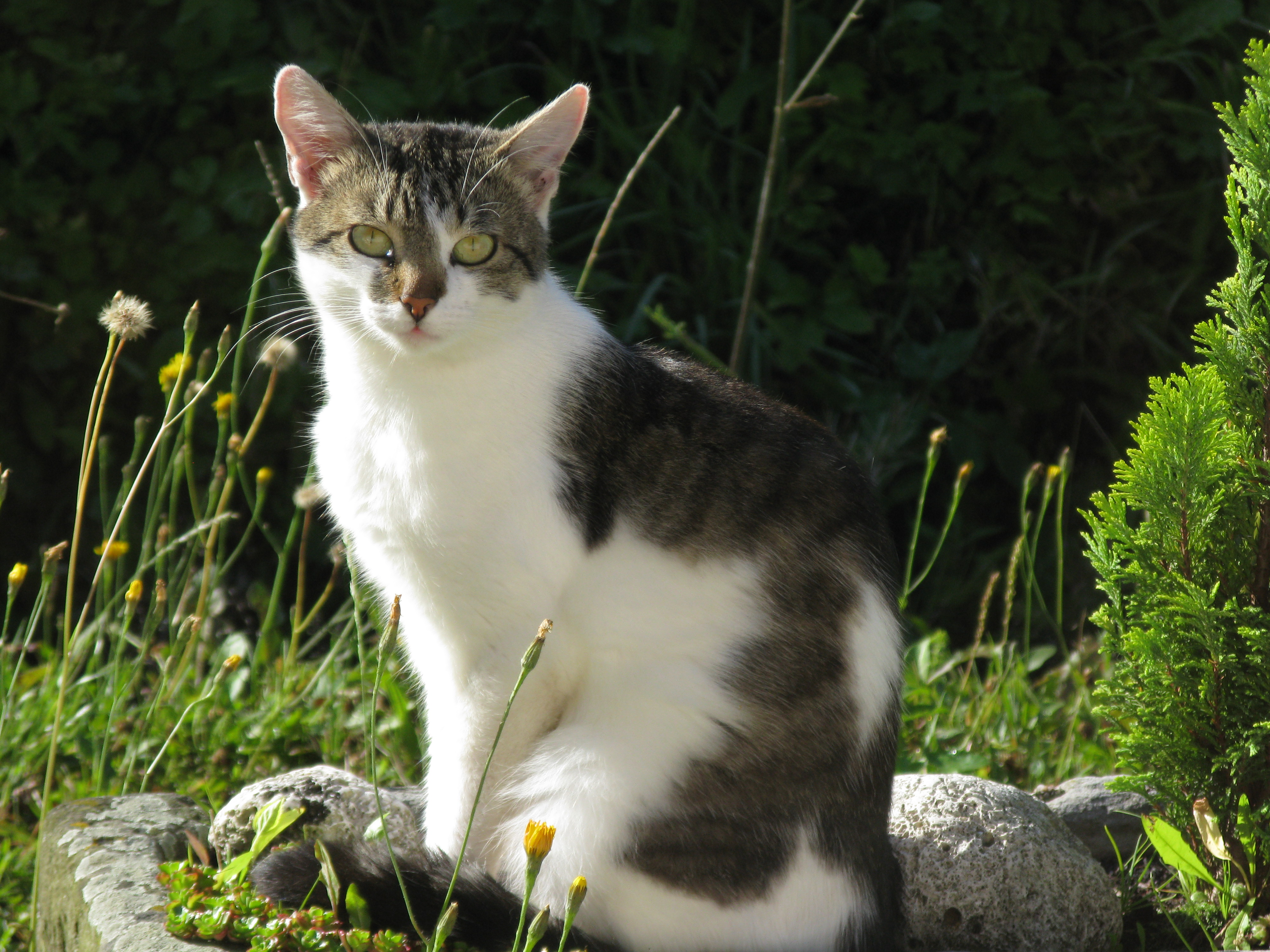
Chat bicolore avec marquages tabby.

La robe tabby peut s'additionner à tous les autres types de robes de chats. Toutes les couleurs hormis le blanc épistatique peuvent s'additionner : noir, roux, bleu, chocolat, crème, etc. La couleur ambre reconnue pour la première fois par le LOOF le 12 mars 2009 pour le chat des forêts norvégiennes, a une action atténuatrice du tabby.
Des panachures blanches peuvent couvrir la robe tabby et d'éventuels marquages smoke et shaded peuvent modifier la robe. Un chat colourpoint peut également être tabby ; dans ce cas-là, les rayures ne sont visibles que sur les parties colorées du corps. L'écaille de tortue est également combinable avec le tabby : on appelle ces chattes au pelage où les rayures sont alternativement rousses et noires, des torbies (contraction de tabby et de tortie qui désigne l'écaille de tortue en anglais).

### Composition
Une robe tabby est composée de poils agoutis en nombre plus ou moins importants, entrecoupés par des poils unis.
Un poil agouti est un poil composé d'une base foncée de couleur  noire, chocolat ou cannelle ou ses dilutions à savoir le bleu, le faon et le lilas, et le silver, entrecoupé par des bandes noires. La couleur de base du poil est constituée par de la phéomélanine et les bandes noires par de l'eumélanine. Ce type de poil rappelle la fourrure de l'animal qui lui a donné son nom.
Sur ce pelage agouti, on retrouve en proportion plus ou moins grande suivant le motif, des poils de couleur unie (généralement noirs).

## Motifs tabby
Il existe quatre patrons tabby : mackerel tabby ou tigré, blotched tabby tacheté ou marbré, spotted tabby ou moucheté et ticked tabby ou tiqueté.

### Blotched tabby (code ems 22)
Le blotched tabby, dit également classic pour les Anglo-Saxons. Les flancs du chat sont recouverts d'un motif en coquille d'escargot ou aile de papillon. On retrouve aussi le « M » sur le front, les colliers autour du cou mais les anneaux autour de la queue et des pattes sont plus épais que chez les chats mackerel tabby. Chez le bengal, cette robe est appelée marbled. Il s'agit d'une robe blotched tabby légèrement modifiée par une sélection rigoureuse des reproducteurs. Il en va de même chez le sokoké. C'est la robe tabby avec la plus grande proportion de poils unis.

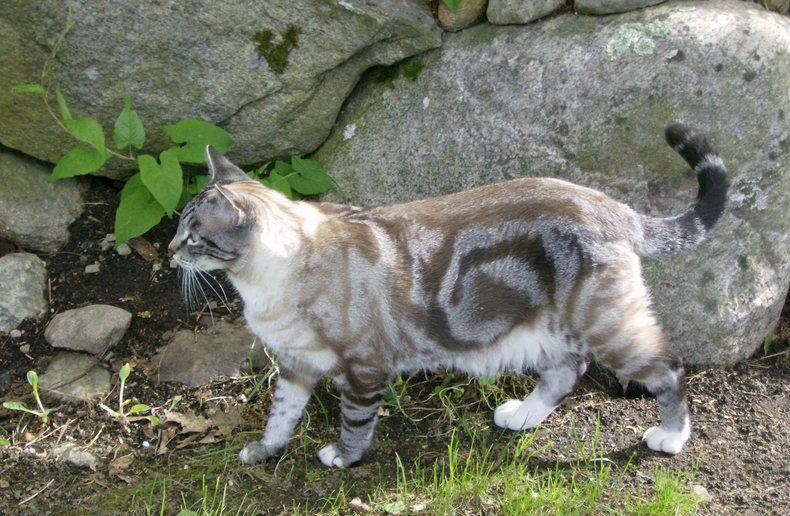
Chat blotched tabby
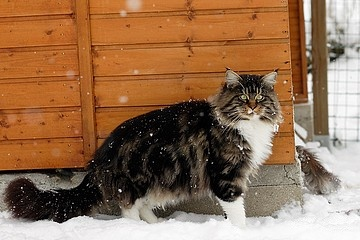
Maine coon blotched tabby et blanc

### Mackerel tabby (code ems 23)
Le plus courant est le mackerel tabby ou tigré. Des lignes verticales marquent les flancs du chat, ces lignes peuvent être entrecoupées ou non, souvent un « M » marque le front, des rayures en forme de colliers sont dessinées autour du cou et sur la poitrine ainsi que des anneaux autour de la queue et des pattes et une ligne le long de l'échine. On peut également voir un trait de maquillage prolongeant l'œil du chat. Ce motif présente une moitié de poils agouti et une moitié de poils unis répartis sur tout le corps.

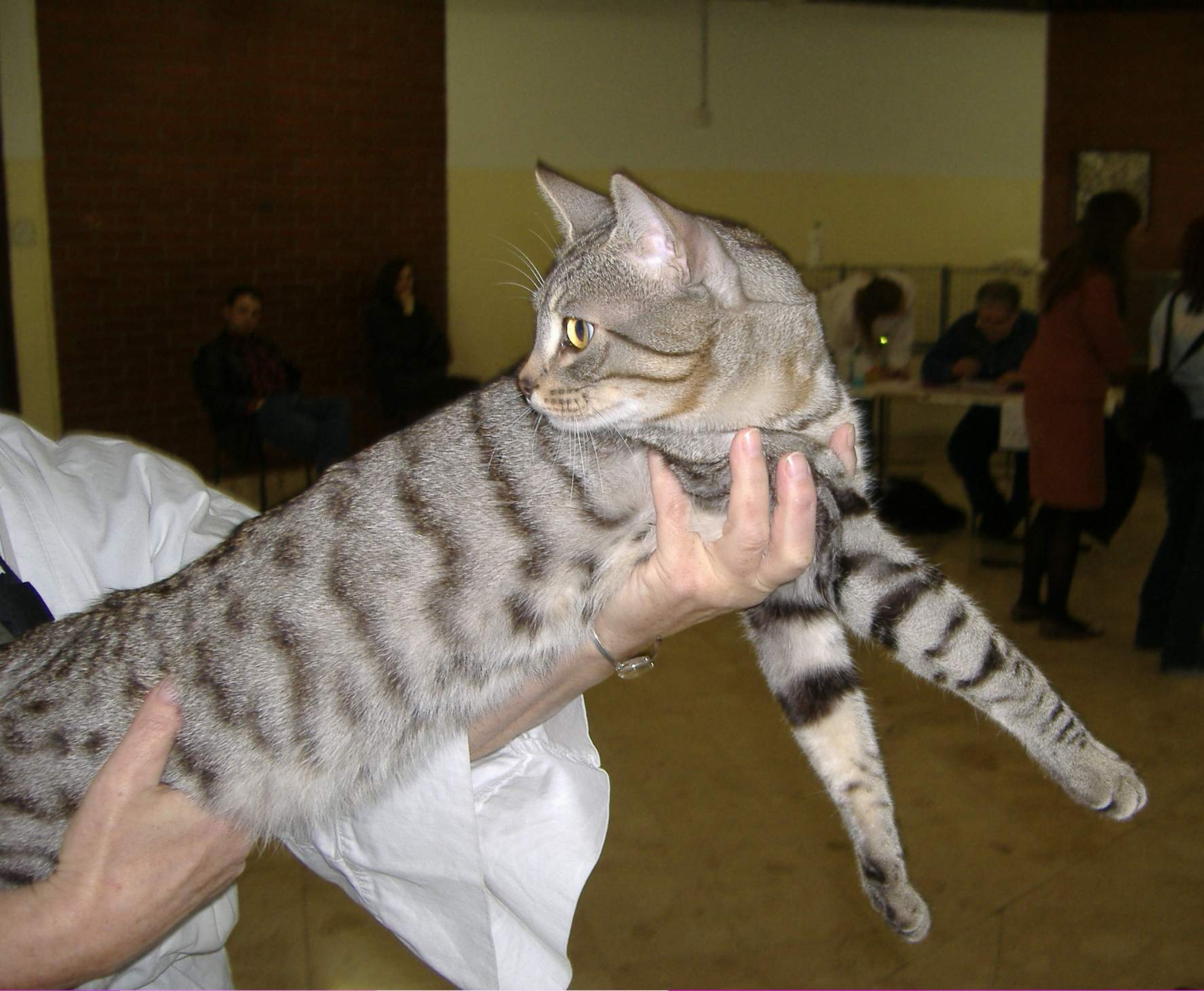
Un chat mackerel tabby
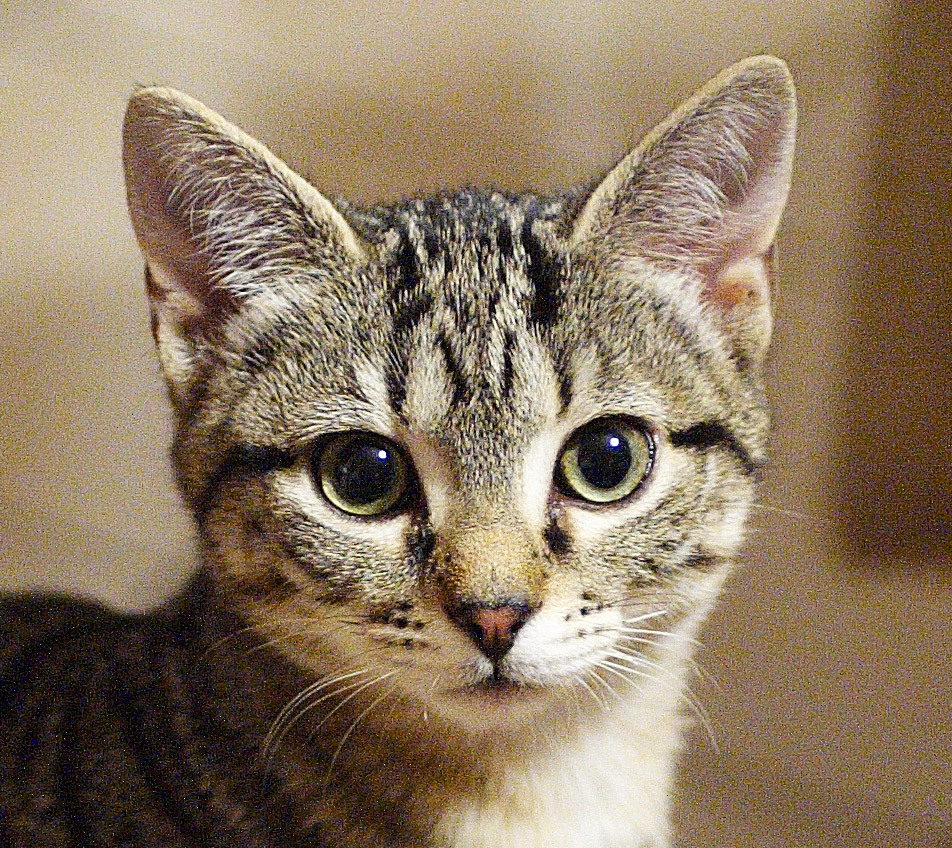
Le M sur le front est le trait de maquillage présent chez les mackerel tabby

### Spotted tabby (code ems 24)
La robe spotted tabby ou mouchetée, est en fait une robe mackerel tabby dont les rayures sont interrompues. Par sélection on a pu obtenir des ronds parfaits mais ils peuvent aussi être de formes plus ou moins inégales. On retrouve le "M" sur le front et le maquillage des yeux. La queue et les pattes sont aussi annelées (parfois mouchetées pour les pattes) mais les rayures sont fines. Le bengal possède parfois une robe spotted tabby modifiée, appelée rosettes ou donuts, la tache est claire à l'intérieur et bordée, de façon interrompue ou non de noir.

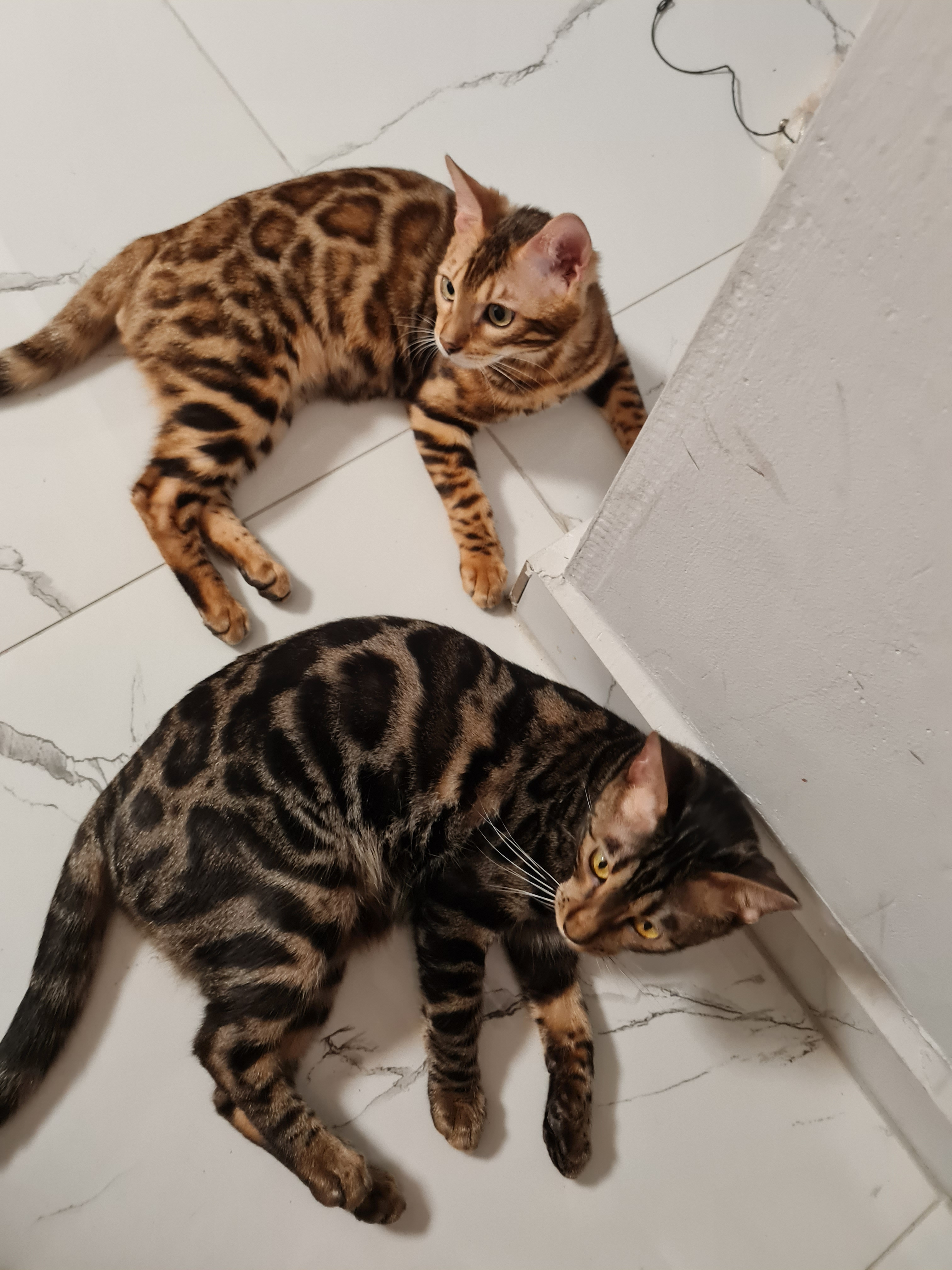
Chats de race bengal, marbled devant, spotted tabby à l'arrière.
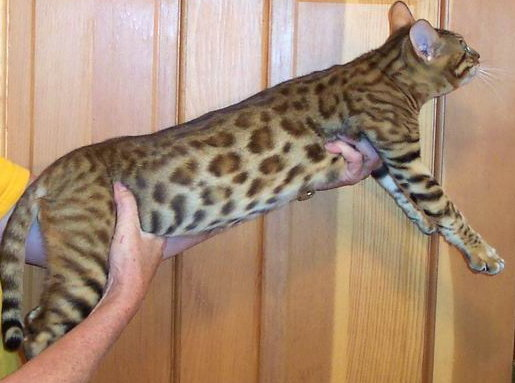
Un spotted tabby modifié, appelé rosettes chez un bengal

### Ticked tabby (code ems 25)
Vient ensuite la robe ticked tabby, ou tiquetée. C'est la robe typique de l'abyssin. On n'y retrouve pas de rayures mais le corps est entièrement agouti avec une ligne foncée le long de la colonne vertébrale et au bout de la queue. Il peut rester des marquages résiduels aux pattes, autour du cou ou au bout de la queue. C'est la robe tabby avec la plus grande proportion de poils agoutis.

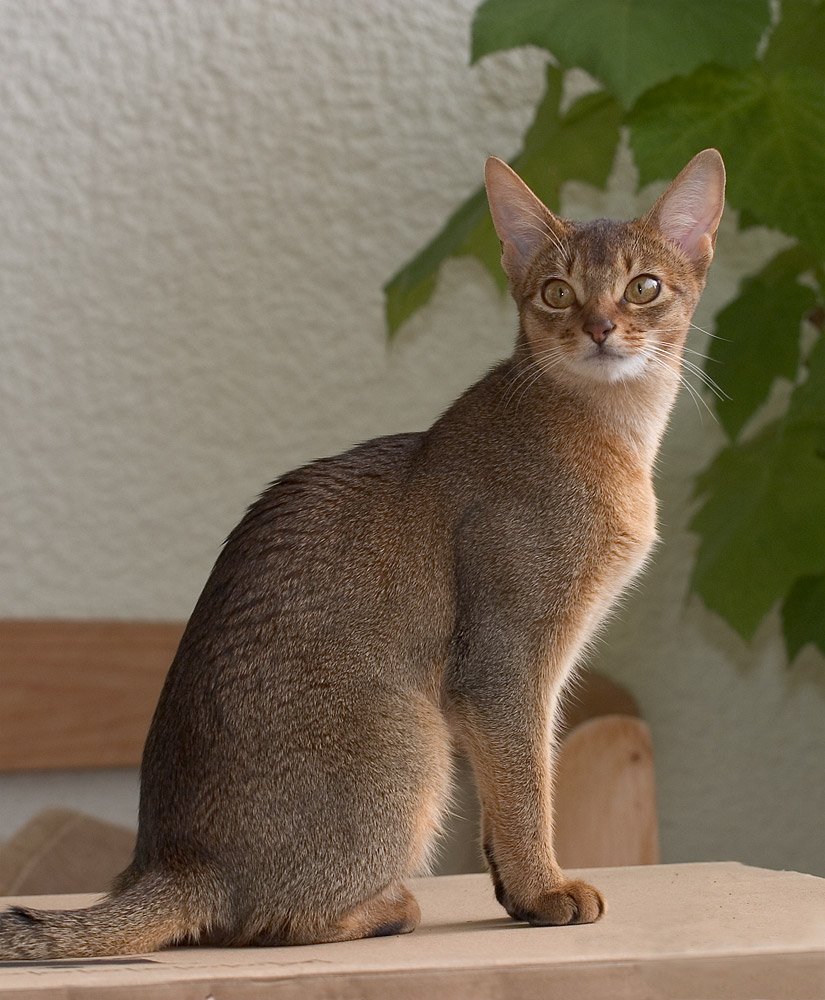
Abyssin ticked tabby
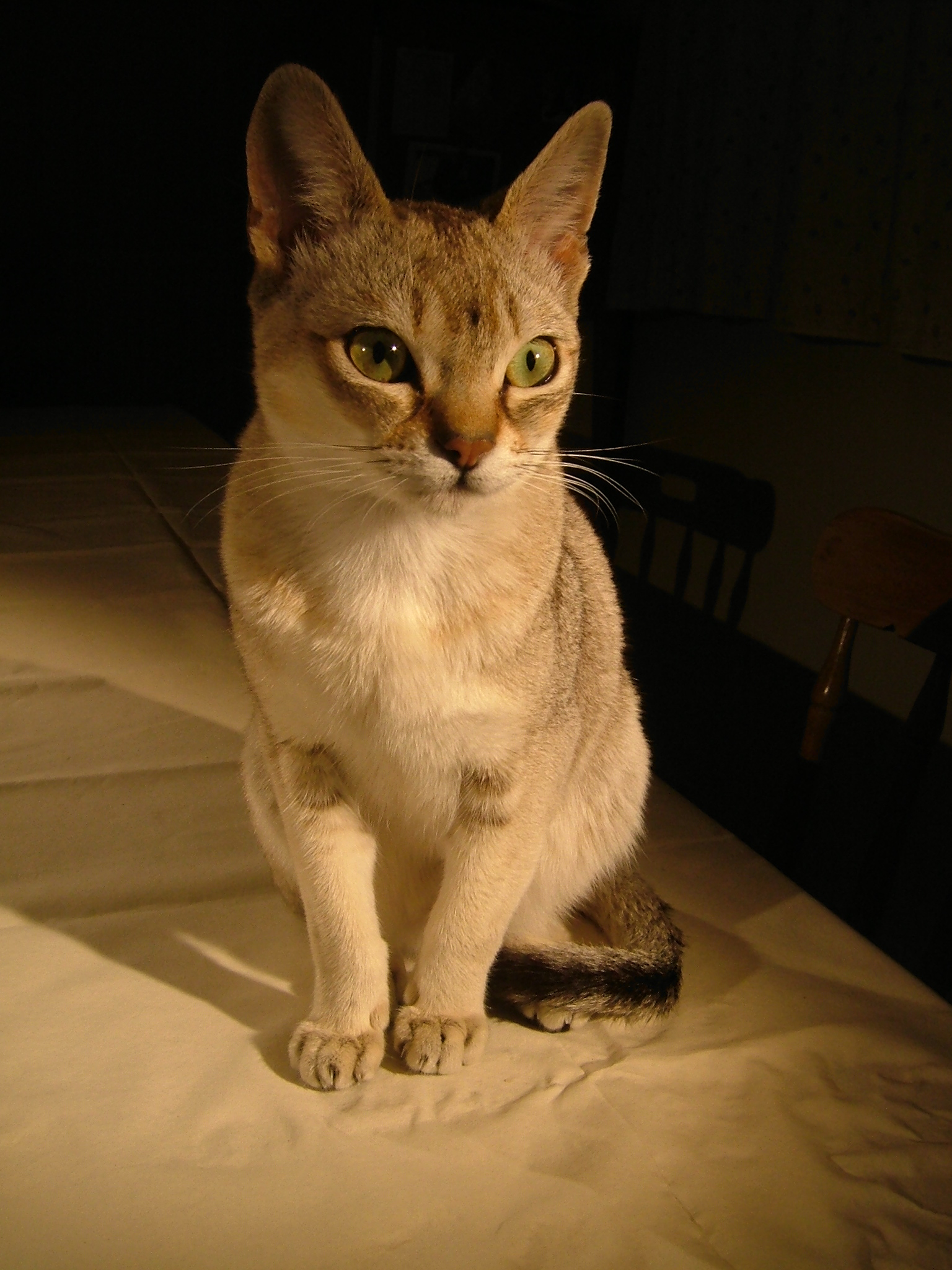
Singapura avec quelques marquages résiduels sur le front et sur le haut des pattes

Chez tous les chats tabbies, la truffe est couleur brique (plus ou moins foncée) et bordée d’un trait noir, le menton est de couleur légèrement plus claire que le reste du corps, l'intérieur de l'oreille est dépigmenté et l'extérieur légèrement plus clair que le reste du corps. Des taches blanches peuvent s'ajouter à tous ces motifs, ils peuvent également s'exprimer chez des chattes calico ou écailles de tortue, elles sont alors appelées "torbies" (contraction de tabby et tortie qui veut dire « écaille de tortue » en anglais). Les chats bicolores peuvent également être tabbies.

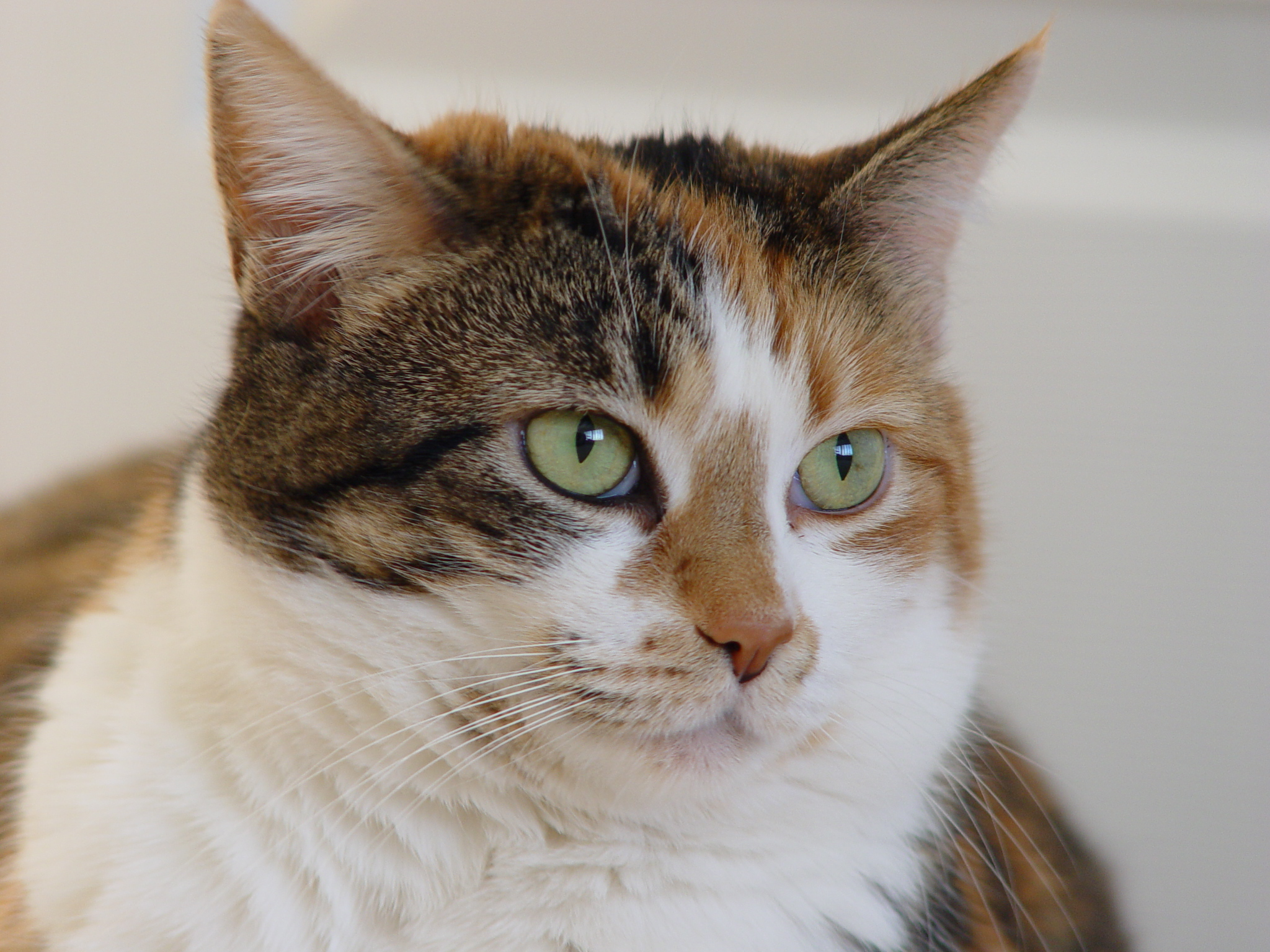
Chatte calico tabby
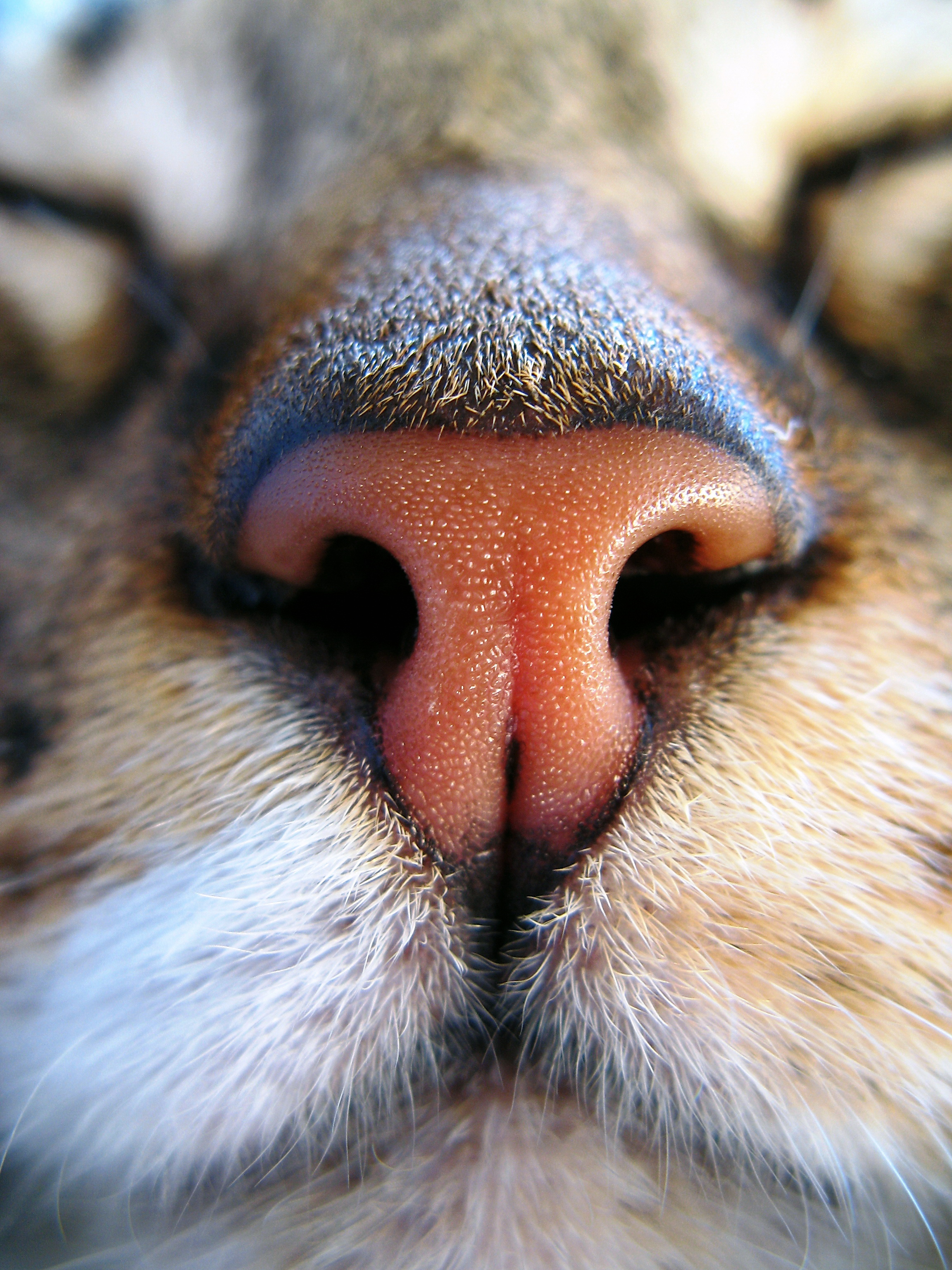
Le nez des chats tabby est toujours couleur brique

### Tipped, smoke et shaded

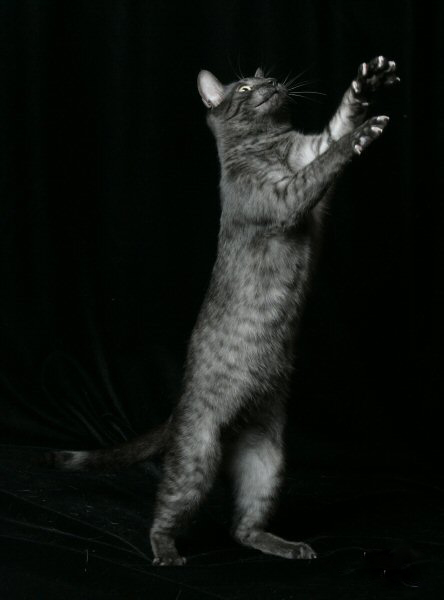
Mau égyptien noir smoke

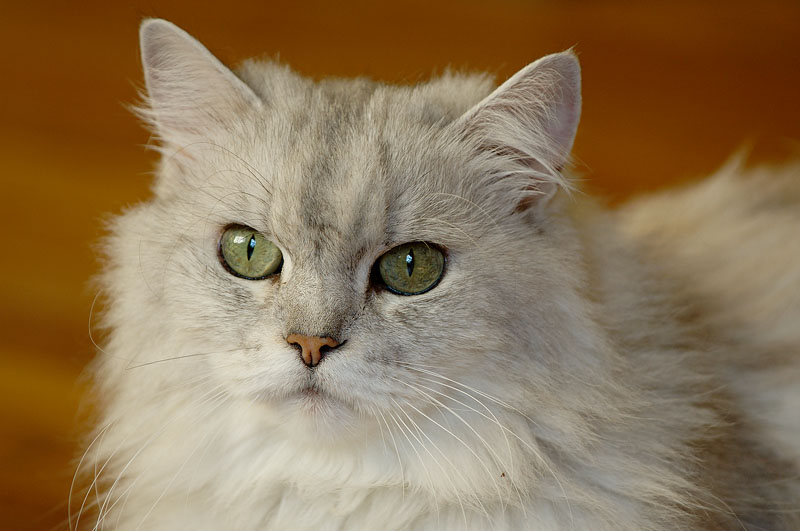
Persan chinchilla silver

Ces effets sur le poil sont en fait des variations du patron tabby causées par un gène indépendant.
Le gène repousse l’eumélanine responsable des bandes noires sur le poil agouti tout au bout du poil. Cela donne l’impression que la fourrure est légèrement argentée et le ticked s'appelle alors tipped (ou shell). Cette robe se voit surtout sur le persan chinchilla et la truffe couleur brique montre qu’il s’agit bien d’un chat tabby.
Même effet pour les robes smoke (ou fumé) mais l’eumélanine est présente sur une bande plus longue du poil. Si on soulève la fourrure, on peut voir que la base des poils est plus claire.
Le shaded se situe entre le smoke et le tipped, avec un tiers du poil de couleur foncée. On retrouve souvent cette robe sur les persans golden shaded, qui donne l’impression que la robe est dorée.
Le terme caméo s'additionne à cela mais s'applique uniquement aux chats roux qui peuvent être caméo tipped, caméo smoke ou caméo shaded.

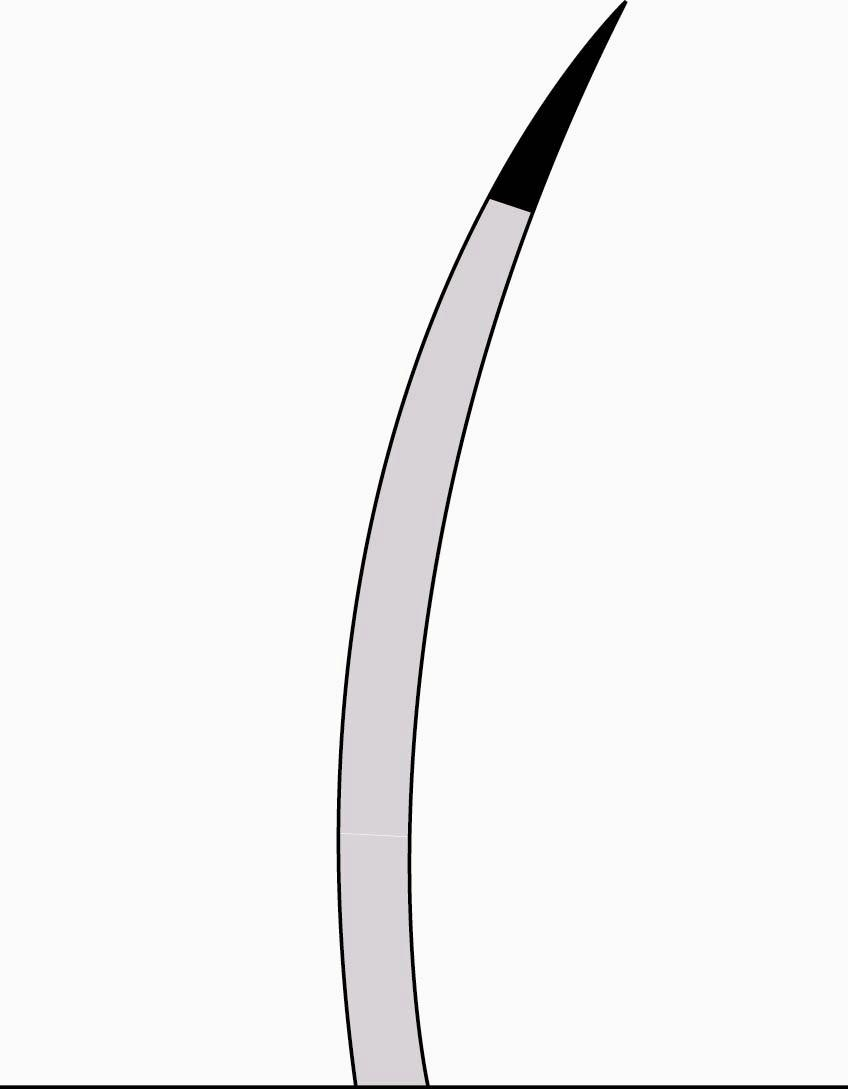
Vue agrandie du profil d'un poil tipped
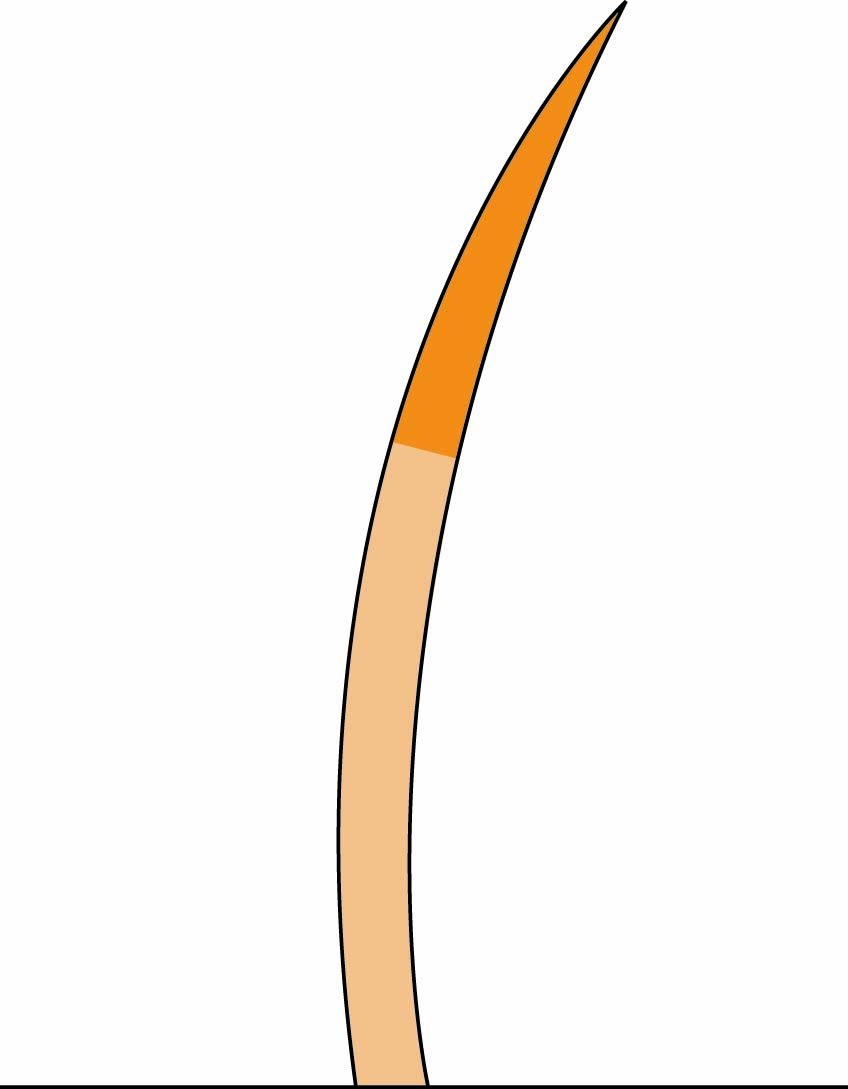
Vue agrandie du profil d'un poil caméo shaded

## Génétique

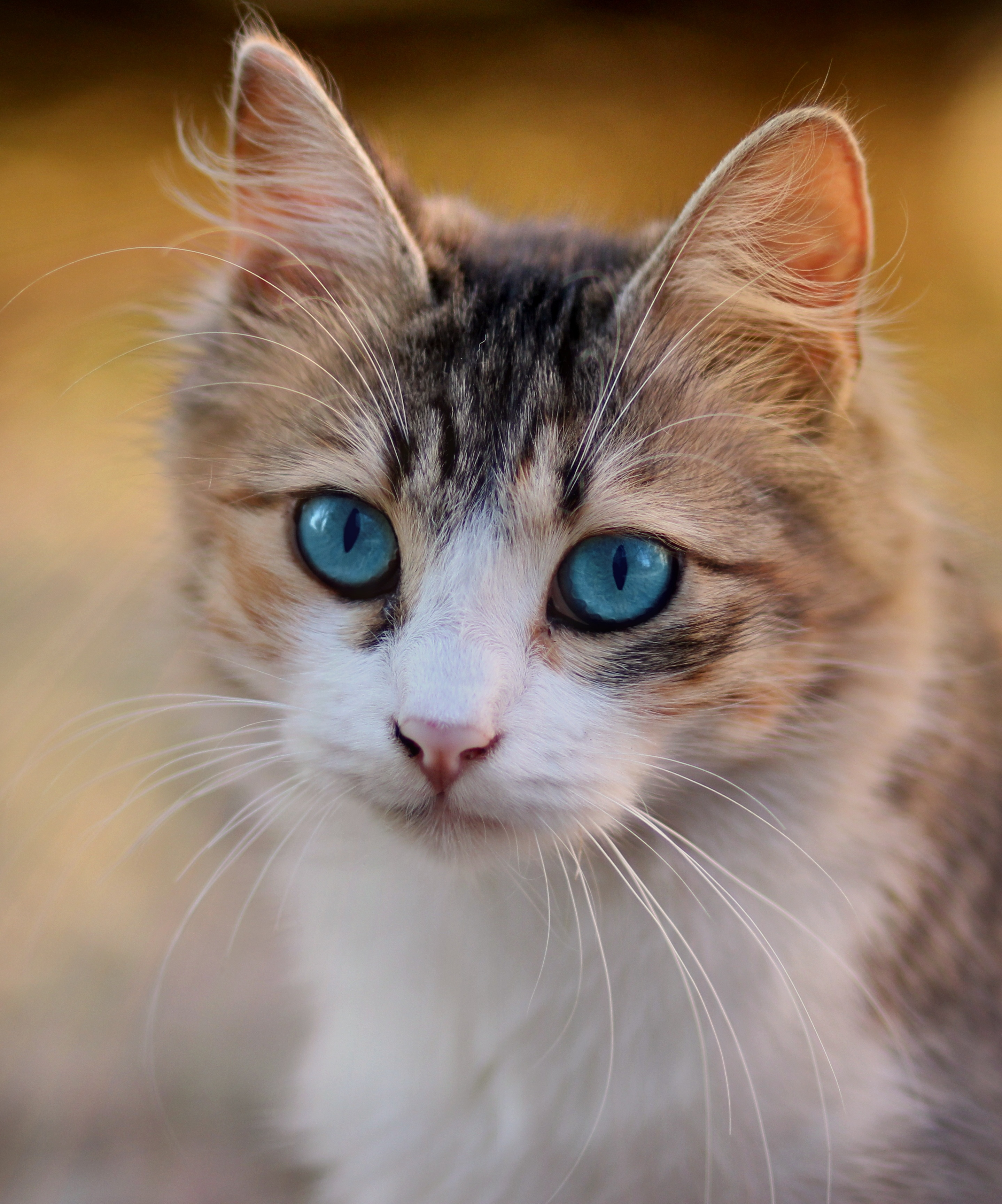
Tabby aux yeux bleus.

En génétique, les allèles du gène agouti sont mentionnés "A" pour l'allèle menant à la présence de poils agoutis, tandis que l'allèle "a" inhibe la présence de poils agoutis et est récessif. La présence de l'allèle A est obligatoire pour obtenir une robe tabby, en effet, toutes les patrons tabby sont constitués de poils agoutis.
Le gène responsable des patrons tabbies est tabby. Les différents patrons sont ceux déterminés par les allèles "Ta", "Mc" (ou "T+" dans l’ancienne nomenclature), "t+" et "mc" (anciennement "tb"). "Ta" est l'allèle responsable de la pleine expression des poils agoutis (ticked tabby). "Mc" est celui du mackerel tabby, "t+" celui du spotted tabby et enfin "mc" celui du blotched tabby.
"Ta" est dominant sur "Mc", lui-même dominant sur "t+", dominant à son tour sur "mc" qui est l'allèle récessif.
C'est le gène "S" qui est responsable de l'apparition de taches blanches sur certaines robes tabbies.
Le gène Wb qui signifie wide band (bande large), repousse la mélanine au bout d'un poil agouti, ce qui donne le tipped, le shaded et le caméo. Les chats porteurs de ce gène Wb, portent aussi les gènes des patrons tabbies mais ceux-ci ne s'expriment qu'à la naissance et les marquages disparaissent progressivement. Cependant, si le chat est à nouveau croisé avec un chat tabby, des marquages résiduels apparaitront au fil des générations.